# Vasudevan Baskaran
Vasudevan Baskaran (ur. 17 sierpnia 1950 w Aarani w stanie Tamilnadu) – indyjski hokeista na trawie i trener. Złoty medalista olimpijski z Moskwy.
Z reprezentacją Indii brał udział w dwóch igrzyskach (IO 76, IO 80), na drugich zdobywając złoty medal. Był wtedy również kapitanem drużyny. Na olimpiadach wystąpił w 10 meczach i strzelił 5 goli. Z kadrą brał także udział m.in. w igrzyskach azjatyckich w 1974 (srebro).
Po zakończeniu kariery zawodniczej pracował jako trener, m.in. w 2006 prowadził kadrę seniorów.
Jest laureatem nagrody Arjuna Award.